# ابوالفضل علامی
ابوالفضل بن مبارک (۱۴ ژانویه ۱۵۵۱–۱۲ اوت ۱۶۰۲) معروف به ابوالفضل عَلاّمی، ابوالفضل دکنی یا شیخ ابوالفضل ناگوری ادیب، تاریخ‌نگار و منشی اول و معتمد اکبر یکم، بزرگترین پادشاه گورکانی هند بود. او دومین پسر «شیخ مبارک ناگوری» (۹۱۱ - ۱۰۰۲ ق/ ۱۵۰۵ - ۱۵۹۳ م) و برادر کوچکتر فیضی ملک‌الشعرای دربار اکبر بود. ابوالفضل آموزش‌های اولیه را در مکتب پدر آموخت و این امر تا حد زیادی به شکل‌گیری بلند نظری و اندیشه‌های معتدل او مؤثر بود.
ابوالفضل نسل پنجم از «شیخ موسی» از بزرگان منطقه سند بود. پدر بزرگ او «شیخ خضر» در ناگور منطقه‌ای در راجستان هند مستقر شد و پدرش «شیخ مبارک» در همان‌جا متولد شد. در ابتدا شیخ مبارک در ناگور نزد «خواجه احرار» تحت تعلیم قرار گرفت؛ سپس به احمدآباد رفت و نزد «شیخ ابوالفضل»، «شیخ عمر» و «شیخ یوسف» آموزش یافت. سرانجام شیخ مبارک در آگرا مستقر شد و در آنجا بزرگترین پسرش ابوالفیض، شاعر پرآوازه و پسر دومش ابوالفضل به دنیا آمدند.
ابوالفضل در ۱۴ ژانویه ۱۵۵۱ میلادی (۶ محرم ۹۵۸) متولد شد. او خیلی زود نشانه‌های نبوغ را از خود نشان داد. او ادعا کرده که اندکی پس از یک سالگی صحبت کردن را آموخت و در ۵ سالگی هم خواندن و نوشتن به زبان عربی را نزد پدرش آموخت. وی دوره‌ای کامل در زمینه اعتقاد به ایمان اسلامی و علوم مغولی، که میراث جهان عرب بود، را گذراند و خود گفته که آن‌قدر درس می‌خواند که بعضی اوقات دو یا سه روز بدون غذا مطالعه می‌کرد. ظاهراً برای مدتی تحت شرایطی قرار گرفت که اکنون افسردگی نامیده می‌شود و تحصیلات خود را کنار گذاشت، اما بعداً آن‌ها را از سر گرفت. در دوران جوانی، دانشمندان دیگر را با شاهکارهای مختلف فکری متحیر کرد، از جمله بازسازی فرهنگ لغتی که بیشترش توسط موریانه‌ها خورده شده بود و سرانجام کتاب اصلی کشف شد و مشخص شد که تفاوت کمی با نسخه ابوالفضل دارد. ظاهراً به دلیل شهرتش در دانش، از ابوالفضل خواسته شد تا در سال ۱۵۷۴ یا ۱۵۷۵ میلادی، به دربار اکبر شاه بپیوندد. برادرش ابوالفیض، شاعر، تقریباً در همان زمان به دربار پیوست. اکبر از قبل هم به تحمل مذهبی و تشویق به کثرت‌گرایی شهرت داشت و به نظر می‌رسد که این‌ها فقط تحت تأثیر ابوالفضل و ابوالفیض تقویت شده‌اند. اکبر سخت‌گیری‌های اسلام را کنار گذاشت و به این دلیل هر دو برادر توسط نویسندگان اسلامی به عنوان ملحد، یا هندو، یا به عنوان خورشیدپرست معرفی شده‌اند و عامل ارتداد اکبر شناخته می‌شوند.
بزرگترین دستاورد ادبی ماندگار ابوالفضل کتاب اکبرنامه است که تاریخ‌نگاری رسمی حکمرانی اکبر شاه می‌باشد که در سه جلد تحریر شده و جلد سوم آن به نام آیین اکبری شناخته می‌شود؛ و در میان بسیاری از آثار او نوعی ترجمه فارسی از انجیل به چشم می‌خورد. بسیاری از نویسندگان پس از او در تقلید شیوه او کوشیده‌اند.
علامی آثار خود را به زبان فارسی می‌نوشت و نثر او پُرآرایه‌ است و در آن‌ها عبارات و ترکیبات پارسی به زیبایی به کار رفته‌اند. وی به زبان‌های فارسی، عربی، و سانسکریت مسلط بود و در سرودن شعر به‌ویژه غزل و قصیده و مثنوی تبحر داشت.
ابوالفضل در سال ۹۸۱ ق/۱۵۷۵ م به دربار اکبرشاه رفت و در انجمنی که بنام مذهب جدید یا توصیه الهی یا دین الهی تشکیل شده بود شرکت کرد. در دهه‌های ۱۵۸۰ و ۱۵۹۰ میلادی ابوالفضل در پی آموزه‌های پدرش شیخ مبارک در تقویت شیوه مسالمت‌آمیز اکبرشاه در حل و فصل مسائل که همراه با تساهل و سعه صدر بود مؤثر بود. و در تدوین و قاعده‌مند کردن سیاست بردباری مذهبی اکبر نقش داشت. او هم‌چنین با محدود کردن نفوذ مذهبی از علمای اسلامی به ترویج اصل «صلح کل» (صلح جهانی) به عنوان اساس قدرت و شخصیت مذهبی سلطنت اکبر شاه پرداخت.
ابوالفضل علامی فرماندهی لشکر امپراتوری گورکانی در جنگ‌هایی در دکن را نیز به‌عهده داشت. و یکی از نه وزیر اصلی دربار اکبر شاه بود. نه تن در دیوان اکبر، رجال ممتاز تلقی می‌شدند که به‌زبان محلی شبه قاره به این «نه تن»، «نورتن» یا ناواراتان می‌گفتند که ابوالفضل علامی دکنی یکی از آن‌ها بوده است.
ابوالفضل به اصل جدایی دین از سیاست باور داشت و آثار و اندیشه‌های او در برپایی نظام سکولار و مردم‌سالار در هند امروزی بی‌تأثیر نبوده‌است.
از آنجایی که ابوالفضل مخالف به سلطنت رسیدن سلیم پسر اکبرشاه بود او در ۱۰۱۱ ق/۱۶۰۲ م فرمان قتل علامی را به ویرسینگ، راجهٔ بندیله که بعدها به حکومت اورچها رسید داد و ابوالفضل در نزدیکی ناوار در ایالت مادیا پرادش هند به قتل رسید. اکبرشاه به این سبب هرگز سلیم را نبخشید.
سلیم در ۱۶۰۵ م با نام جهانگیرشاه فرمانروایی امپراتوری گورکانی را در دست گرفت و در سال ۱۶۰۸ م پسر ابوالفضل، «شیخ عبدالرحمان افضل خان» (۲۹ دسامبر ۱۵۷۱-۱۶۱۳) را به فرمانداری بیهار منصوب کرد.

## آثار
- اکبرنامه که تاریخ‌نگاری سلطنت اکبر شاه است.[۳]
- آیین اکبری که سومین بخش از اکبر نامه است.[۳]
- انشاء ابوالفضل یا مکتوبات علامی که مجموعه نامه‌های اداری و رسمی است.[۳]
- رقعات که نامه‌های شخصی به دوستان و معاصرینش است.[۲]
- مجموع لغات[۵]
- تفسیر آیة الکرسی[۵]
- پیل پای یا داستانهای بید پایی یا نگار دانش (منتخب کتاب «عیار دانش»، دربر دارندهٔ داستان‌های کلیله و دمنه)[۵]
- علامی بر تاریخ الفی نیز مقدمه‌ای نوشته‌است.[۶]
- تحفهٔ فتحیه که دو نسخه خطی از آن در کتابخانه های ایران موجود است و اخیراً در دانشگاه آزاد اسلامی واحد یاسوج و به راهنمایی دکتر محمدرضا معصومی به عنوان رساله دکتری تصحیح و دفاع شده است.